# Suối Gia Huynh
Suối Gia Huynh là một con suối đổ ra Sông La Ngà. Suối có chiều dài 32 km và diện tích lưu vực là 300 km². Suối Gia Huỳnh chảy qua các tỉnh Đồng Nai, Bình Thuận .